# Luxemburgse parlementsverkiezingen 2023
De Luxemburgse parlementsverkiezingen van 2023 werden op 8 oktober 2023 gehouden. De kiezers moesten een nieuwe 60 leden tellende Kamer van Afgevaardigden kiezen. De opkomst lag met 87,18% het laagst sinds de landelijke verkiezingen van 1999.

## Verloop
Vanaf 2013 was in Luxemburg een regeringscoalitie aan de macht van drie partijen: de liberale Demokratesch Partei (DP), de sociaaldemocratische LSAP en Déi Gréng (De Groenen). De christendemocratische CSV, traditioneel de grootste partij in het Luxemburgse parlement, zat sindsdien in de oppositie.
De CSV bleef bij deze verkiezingen stabiel op 21 zetels en werd daarmee opnieuw de grootste partij. Twee van de drie regeringspartijen boekten ook gunstige resultaten: de DP van premier Xavier Bettel won er twee zetels bij, terwijl de LSAP er één zetel op vooruitging. De Groenen leden echter een zware nederlaag, waardoor de regeringscoalitie haar meerderheid verloor.
Voor de vorming van een nieuw kabinet werden onderhandelingen gevoerd tussen CSV en DP, samen goed voor 35 van de 60 parlementszetels. Op 16 november 2023 werd tussen deze beide partijen een coalitieakkoord gesloten en een dag later werd de nieuwe regering-Frieden-Bettel beëdigd. Christendemocraat Luc Frieden nam het premierschap van Xavier Bettel over. Bettel zelf werd in de nieuwe regering aangewezen als vicepremier en minister van Buitenlandse Zaken.

## Uitslag

Verkiezingsresultaten per gemeente en kiesdistrict

| Partij | Partij                                                                                   | %     | Zetels | Verschil |
|        | Christelijk-Sociale Volkspartij (Chrëschtlech Sozial Vollekspartei)                      | 29,2% | 21     | –        |
|        | Democratische Partij (Demokratesch Partei)                                               | 18,7% | 14     | +2       |
|        | Luxemburgse Socialistische Arbeiderspartij (Lëtzebuerger Sozialistesch Aarbechterpartei) | 18,9% | 11     | +1       |
|        | Alternatieve Democratische Hervormingspartij (Alternativ Demokratesch Reformpartei)      | 9,2%  | 5      | +1       |
|        | De Groenen (Déi Gréng)                                                                   | 8,5%  | 4      | -5       |
|        | Piratenpartij van Luxemburg (Piratepartei)                                               | 6,7%  | 3      | +1       |
|        | Links (Déi Lénk)                                                                         | 3,9%  | 2      | –        |
|        | Focus (Fokus)                                                                            | 2,5%  | 0      | –        |
|        | Vrijheid! (Liberté - Fräiheet!)                                                          | 1,1%  | 0      | –        |
|        | Communistische Partij van Luxemburg (Kommunistesch Partei Lëtzebuerg)                    | 0,64% | 0      | –        |
|        | De Conservatieven (Déi Konservativ)                                                      | 0,23% | 0      | –        |
|        | Volt Luxemburg (Volt Lëtzebuerg)                                                         | 0,19% | 0      | –        |
| Totaal | Totaal                                                                                   | 100%  | 60     |          |